# Trittame berniesmythi
Trittame berniesmythi is een spinnensoort uit de familie Barychelidae. De soort komt voor in Queensland.